# Starstruck (série de televisão)
Starstruck (mesmo título no Brasil) é uma série de televisão de comédia britânica criada por Rose Matafeo e co-escrita com Alice Snedden. É dirigida por Karen Maine e estrelada por Matafeo e Nikesh Patel. A primeira temporada estreou em 25 de abril de 2021.

## Elenco

### Principal
- Rose Matafeo como Jessie
- Nikesh Patel como Tom Kapoor
- Emma Sidi como Kate

### Recorrente
- Sindhu Vee como Sindhu (1ª temporada)
- Al Roberts como Ian, namorado de Kate
- Jon Pointing como Dan
- Joe Barnes como Joe
- Nic Sampson como Steve
- Lola-Rose Maxwell como Sarah
- Abraham Popoola como Jacob
- Ambreen Razia como Shivani
- Nadia Parkes como Sophie Diller
- Liz Kingsman como Liz
- Russell Tovey (2ª temporada)
- Lorne MacFadyen como Liam (3ª temporada)

### Convidado
- Minnie Driver como Cath, agente de Tom

## Episódios
| Temporada | Temporada | Episódios | Episódios | Originalmente lançado  |                        |
| --------- | --------- | --------- | --------- | ---------------------- | ---------------------- |
|           | 1         | 6         | 6         | 25 de abril de 2021    | 25 de abril de 2021    |
|           | 2         | 6         | 6         | 7 de fevereiro de 2022 | 7 de fevereiro de 2022 |
|           | 3         | 6         | 6         | 28 de agosto de 2023   | 28 de agosto de 2023   |

## Lançamento
A primeira temporada de Starstruck começou a ser transmitida no Reino Unido em 26 de abril de 2021 na BBC One, com todos os episódios disponíveis a partir de 25 de abril de 2021 no BBC iPlayer.

## Recepção
No Rotten Tomatoes, a segunda temporada detém um índice de aprovação de 93%, com uma nota média de 8/10. O concenso dos críticos do site diz: "A lua de mel do namoro de Jesse e Tom e as emoções hilariantes de Starstruck acabaram, mas a comédia de Rose Matafio continua uma delícia, olhando para os desafios habituais de manter um amor extraordinário". O The Times descreveu-o como "uma comédia maluca da velha escola, bem elaborada, cheia de inteligência e química sexual".